# ディズニー対デサンティス事件
ディズニー対デサンティス事件（Disney v. DeSantis）は、2023年にフロリダ州知事のロン・デサンティスに対してウォルト・ディズニー・パークス・アンド・リゾーツがフロリダ州北部地区連邦地方裁判所で起こした訴訟である。

## 背景

### ウォルト・ディズニー・ワールドとリーディ・クリーク改善地区

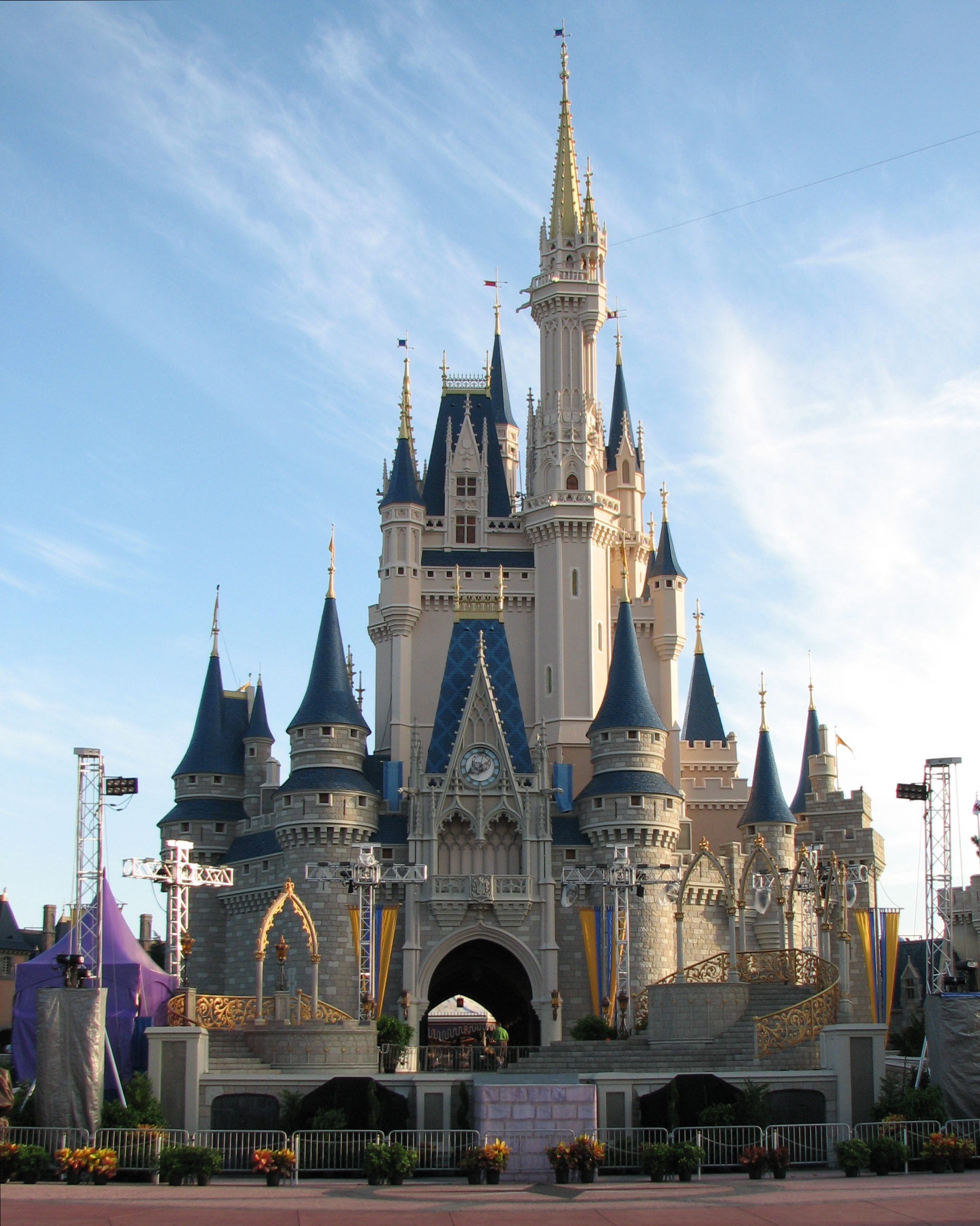
ウォルト・ディズニー・ワールドは1971年にフロリダ州で開園し、セントラル・フロリダ観光監督地区により管理される。

1971年10月、フロリダ州ベイレイクに複合エンターテイメントリゾート施設であるウォルト・ディズニー・ワールドが開園した。ウォルト・ディズニー・ワールドはオレンジ郡とオセオラ郡の一部を含むセントラル・フロリダ観光監督地区（旧名: リーディ・クリーク改善地区）によって管理されている。リーディ・クリークは1955年にディズニーランドが開園された際にウォルトとロイ・ディズニーの兄弟が直面した区画整理の問題から当時のフロリダ州知事のクロード・R・カーク・ジュニアが署名したリーディ・クリーク改善法によって1967年に作られた。

### ロン・デサンティス
2019年1月、ロン・デサンティスがフロリダ州知事に就任した。デサンティスは2022年3月にフロリダ州の教育に対する親の権利法に署名し、フロリダ州の公立学校では幼稚園から3年生までのあいだに性的指向や性同一性について議論したり授業で指導したりすることを禁止した。この法律は成立前の段階でウォルト・ディズニー・カンパニー内で政治的な議論を巻き起こし、当時のCEOのボブ・チャペックは法案に反対も賛成もしないと表明した。その後チャペックは自身の発言について謝罪し、州内での政治献金を一時停止する一方で引き続き努力することを表明したが、従業員たちはウォルト・ディズニー・カンパニーでの一連のストライキを組織した。ディズニーの跡取りであるチャーリー・コラがトランスジェンダーであることを公表した上でこの法律を非難すると、保守系の活動家や識者がディズニーに抗議し始め、特に活動家のクリストファー・ルフォは保守派が「ディズニーに対する道徳戦争を仕掛けている」と主張した。ディズニー・テレビジョン・アニメーションのプロデューサーであるラトヤ・ラベノーがディズニーがクィア・ストーリーテリングを取り入れることに積極的であることを論じたビデオが公開されると確執はさらに強まった。デサンティスはリーディ・クリーク改善地区を作り上げた法律の廃止を支持すると声を上げた。
2022年4月22日、デサンティスはリーディ・クリーク改善地区を廃止する法案に署名した。デサンティスは10億ドル以上とみられるその負債やディズニー・ワールドのコミュニティ・サービスに対する納税者の負担をなくすため、リーディ・クリークの解体ではなく接収を視野に入れていた。デサンティスは2023年2月27日に同地区の支配権を獲得した。フロリダ州下院がデサンティスへの地区支配権の委譲を投票する前にリーディ・クリークの理事会員たちは知事がディズニーの知的財産を使用することを防いだ上、永久権禁止則を避けるためにチャールズ3世の最後の子孫を参照する条項を決定した:
本宣言は現時点で生存する英国王チャールズ3世の子孫のうち最後の生存者の死後21年経過するまで効力を有する。

## 訴訟
2023年4月26日、ウォルト・ディズニー・パークス・アンド・リゾーツはデサンティス、フロリダ州経済機会省代行長官のメレディス・アイビー、そしてセントラル・フロリダ観光監督地区理事会を訴え、デサンティスが「政府の報復」目的で政治力を利用して同社の修正第1条の権利を侵害したと非難した。訴訟ではデサンティスの行為が「この地域における経済的な未来を危うくし、その憲法上の権利を侵害している」とされ、フロリダ州にとってのその価値が強調された。ディズニーはフロリダ州における最大の雇用主のひとつであり、州税と地方税で11億ドルを提供し、観光の推進に貢献している。この訴訟はディズニーの代理人としてロサンゼルを拠点とする弁護士のダニエル・ペトロチェリが起こしたものであり、彼はかつてトランプ大学に対する2016年の集団訴訟でドナルド・トランプからの依頼を受けていた。この訴訟はフロリダ州北部地区連邦地方裁判所の首席判事のマーク・E・ウォーカーに割り当てられた。ウォーカーはバラク・オバマによって任命された判事であり、2022年の修正第一条を巡る訴訟でフロリダ大学の教授6人に勝利をもたらした。ディズニー対デサンティスはセントラル・フロリダ観光監督地区の理事会がダニエル・ラングレー法律顧問の支持によりディズニー・ワールドの拡張に関する自由な管理権をディズニーに与える2つの契約を無効化した数分後に提訴された。2023年4月、下級判事のマーティン・フィッツパトリックは利益相反のためにディズニー対デサンティス裁判から退いた。

## 影響
ディズニー対デサンティス裁判はディサンティスが共和党候補者となる可能性がある2024年アメリカ合衆国大統領共和党予備選挙の火種になるとみられている。元大統領のドナルド・トランプは以前にディズニーとの確執を理由にデサンティスを叱責した。セントラル・フロリダ観光監督地区の理事長であるマーティ・ガルシアは同地区が弁護士費用を払うためには増税をしなければならないだろうと述べた。
この訴訟はウォルト・ディズニー・ワールドのファンを二分しており、ウォルト・ディズニー・ワールドのsubredditのモデレーターは数十件のコメントを削除した。ディズニー・ツーリスト・ブログを運営するトム・ブリッカーはブログの記事を書き続けながらコメントを中立に保つことを試みている。

## 反応とコメント

### デサンティスの反応
ディズニー対デサンティス裁判はデサンティスの海外貿易ツアーとイスラエル訪問中に起こされ、彼は『エルサレム・ポスト』のイベント「イスラエルの顔を祝う」で講演の最中だった。エルサレム寛容博物館での記者会見でデサンティスはこの訴訟にはメリットがないと述べた。

### 分析
ニューヨーク・タイムズ社対アメリカ合衆国裁判で『ニューヨーク・タイムズ』の代理人を務めたフロイド・エイブラムスはこの訴訟は却下の申し立てに耐えうるとし、「憲法修正第1条の重大な事件」であると述べた。法学者のレベッカ・タシュネットも同調した。法学教授のロネル・アンダーセン・ジョーンズは最高裁判所の保守派判事によってディズニーは憲法修正第1条の保護を多く受けてきたと指摘し、以前のスタンスと現在の保守派のレトリックを対比した。